# Посольство Франции в России
Посо́льство Францу́зской Респу́блики в Росси́йской Федера́ции (фр. Ambassade de la République Française à la Fédération de Russie) — дипломатическое представительство Франции в России. Расположено в Москве, на Якиманке, в доме № 45 по Большой Якиманке, в современном здании из красного кирпича и стекла, построенном по проекту архитектора Жозефа Бельмона, куда все службы посольства переведены в 1979 году. Старинный Дом купца Игумнова в № 43 по той же улице, где посольство располагалось с 1938 по 1979 год, служит официальной резиденцией Чрезвычайного и полномочного посла Французской республики в Российской Федерации.

## Службы посольства
- Канцелярия
- Служба прессы, информации и коммуникации[1]
- Визовый отдел (Казанский переулок, 10)
- Консульства
- Экономическая миссия по странам СНГ и Грузии
- Отдел по сотрудничеству и культуре
- Служба международного полицейского сотрудничества (SCTIP)
- Дирекция по международному полицейскому сотрудничеству
- Таможенный отдел
- Отдел по ядерным делам
- Департамент науки, технологий и космоса (SSTE)
- Отдел по социальным вопросам
- Представительстве по торговле и инвестициям[2]
- Военная миссия

## История
До 1917 года посольство располагалось в Санкт-Петербурге на Дворцовой набережной. С 1860 года эта часть набережной стала именоваться Гагаринской, а с 1902 года — Французской набережной (ныне — набережная Кутузова).

## Дом Игумнова

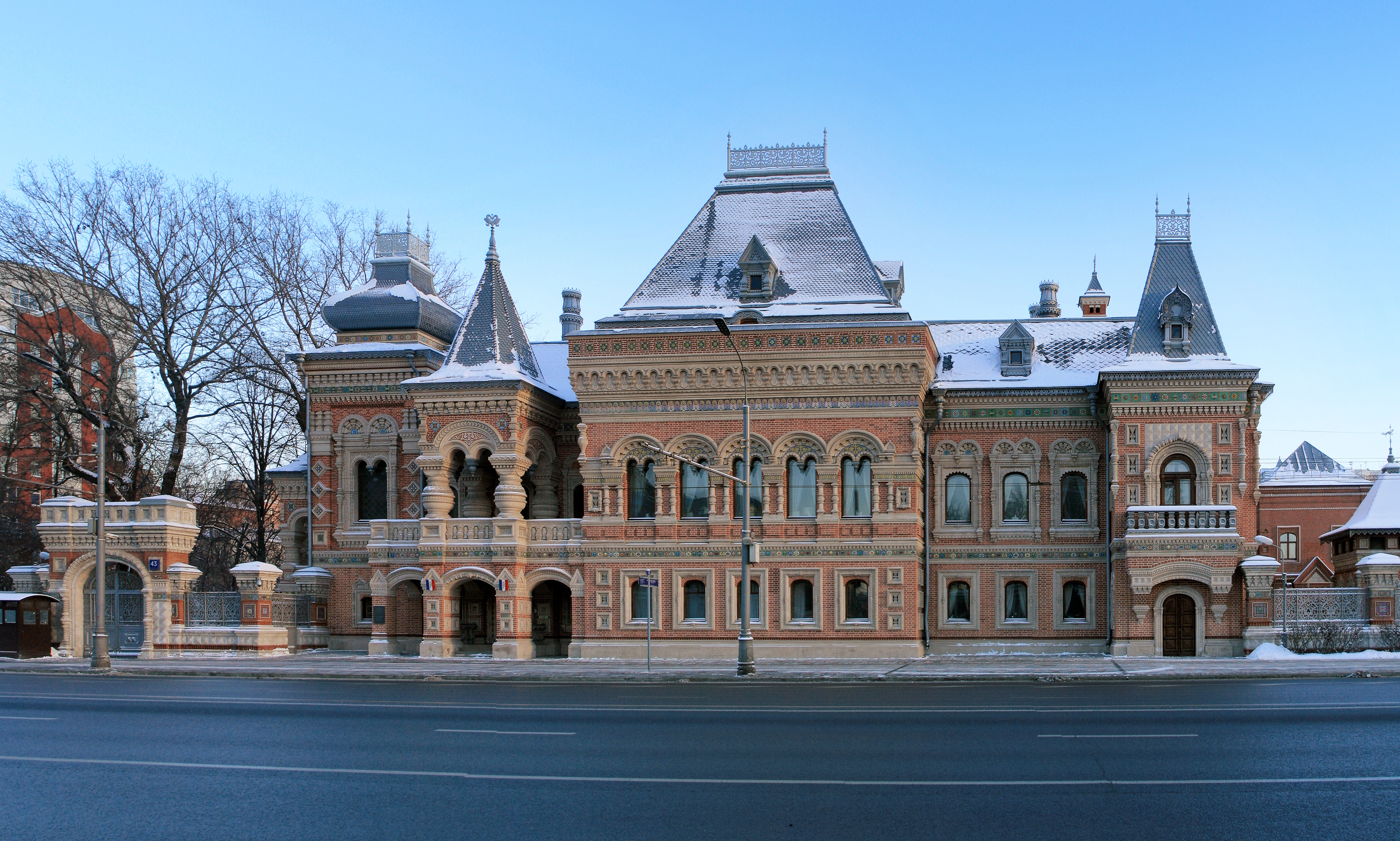
Дом Игумнова, резиденция французского посла в Москве.

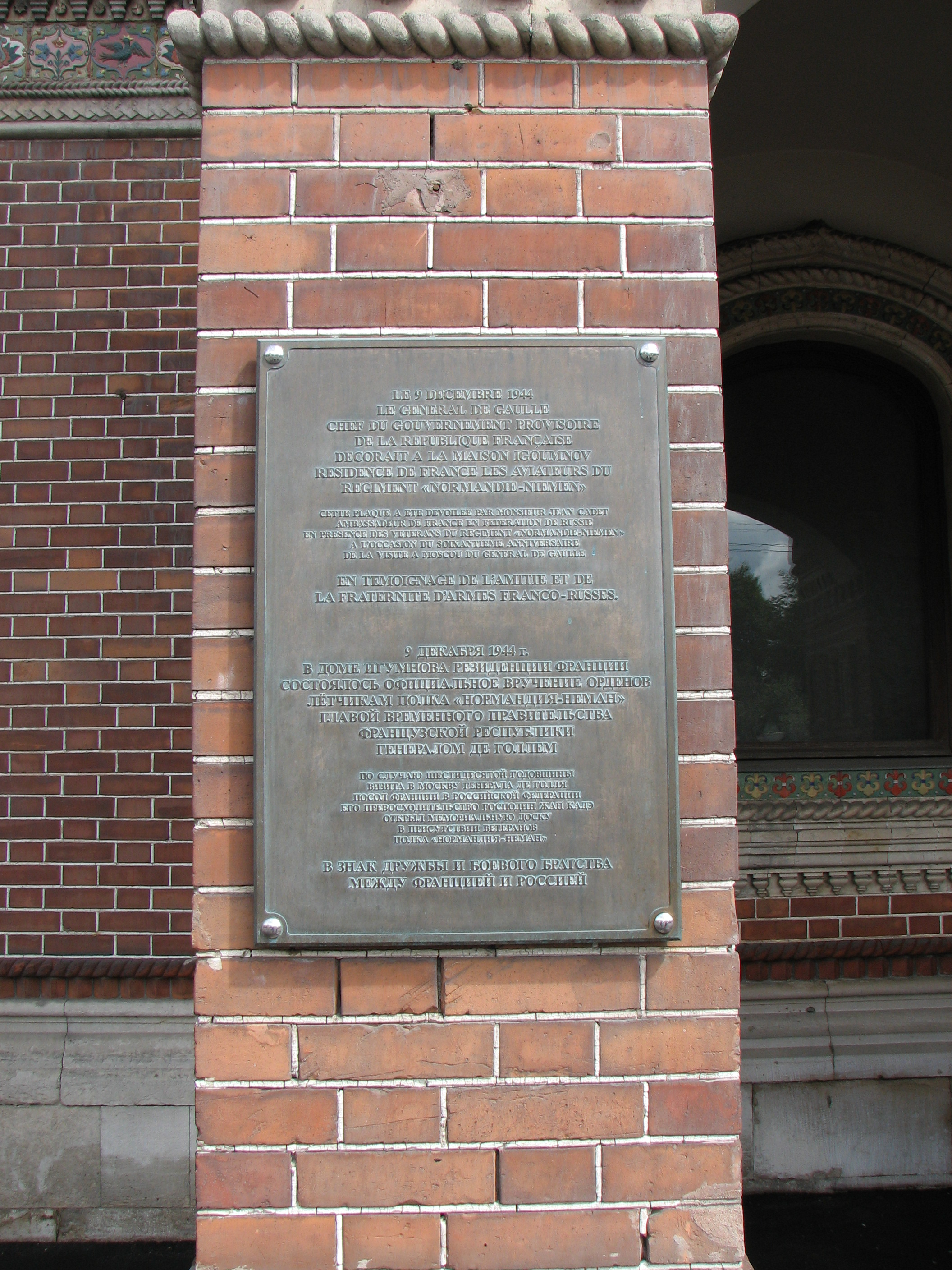
Памятная доска «Нормандия — Неман» (2004) на стене посольства.

Николай Васильевич Игумнов, директор и владелец Ярославской Большой мануфактуры, в 1888 году подал прошение о строительстве нового каменного дома. Дом был построен молодым архитектором Николаем Поздеевым, бывшим в то время городским архитектором Ярославля. Особняк в русском стиле был построен в 1895 году. Для строительства кирпич выписывался из Голландии, а многоцветные изразцы для оформления были изготовлены на знаменитом заводе Кузнецова. Интерьеры дома были оформлены архитектором П. С. Бойцовым. После революции 1917 года дом был сначала медицинским центром, затем рабочим клубом. В 1938 году здание было передано в распоряжение французского правительства для французского посольства. 29 июня 1941 года правительство Виши известило СССР о расторжении дипломатических отношений. Французские дипломаты покинули посольство, и оно простояло пустым до ноября 1944 года, когда было вновь открыто генералом де Голлем. В 1979 году, после постройки нового здания посольства особняк стал официальной резиденцией Послов Франции.
9 декабря 1944 года будущий президент Франции Шарль де Голль вручил в посольстве боевые награды лётчикам эскадрильи «Нормандия — Неман», о чём напоминает памятная доска 2004 года на здании посольства.
Здание особняка является объектом культурного наследия федерального значения.

## Французские послы в России и СССР

### Послы Франции в Российской Федерации после 1991 года
- 1991—1992 — Бертран Дюфурк (Bertrand Dufourcq)
- 1992—1996 — Пьер Морель (Pierre Morel)
- 1996—2000 — Юбер Колен де Вердье (Hubert Colin de Verdière)
- 2000—2003 — Клод Бланшмезон (Claude-Marie Blanchemaison)
- 2003—2006 — Жан Каде (Jean Cadet)
- 2006—2008 — Станислас Лефевр де Лабулэ (Stanislas Lefebvre de Laboulaye)
- 2009—2013 — Жан де Глиниасти (Jean de Gliniasty)
- 2013—2017 — Жан-Морис Рипер (Jean-Maurice Ripert)
- 2017—2019 — Сильви-Аньес Берманн (Sylvie-Agnès Bermann)
- 2020—2024 — Пьер Леви (Pierre Lévy)
- с 2025 — Николя де Ривьер (Nicolas de Rivière)

## Посольство Франции в России в социальных сетях
Посольство Франции активно использует социальные сети, чтоб информировать своих подписчиков о позиции Министерства иностранных дел Франции по различным вопросам, а также анонсировать разнообразные мероприятия, делиться интересными фактами французской истории и культуры и освещать детали франко-российского сотрудничества.
В августе 2012 года зарегистрирована официальная страничка посольства ВКонтакте и на Facebook. В декабре 2014 года был создан официальный аккаунт в Twitter и на YouTube.